# Interkontinentala cupen 1973
Interkontinentala cupen 1973 var den fjortonde upplagan av Interkontinentala cupen som avgjordes i en match mellan de europeiska vicemästarna och de sydamerikanska mästarna i fotboll.
Europa representerades av Juventus från Turin, Italien, som förlorade i finalen av Europacupen 1972–73 mot Ajax. Ajax tackade nej till deltagande, officiellt av finansiella skäl. Sydamerika representerades av Independiente från Avellaneda, Argentina, som vann Copa Libertadores 1973.
Lagen möttes vid ett tillfälle och Independiente vann cupen efter en vinst på Stadio Olimpico, med ett slutresultat på 1–0.

## Bakgrund
1973 var första gången som en mästare skulle utses efter en enskild match. Tidigare hade cupen avgjort på två matcher, en match vardera lags hemarena, men ändras det här året till att spelas på neutral mark.
Ajax hade vunnit Europacupen 1972–73 efter att ha besegrat Juventus i finalen med 1–0 efter ett tidigt mål av Johnny Rep i den femte spelminuten. Ajax kunde ha tagit revansch mot Independiente, laget de förlorade mot i Interkontinentala cupen 1972, men valde ej deltaga i detta års upplaga. Juventus fick representera Europa, först efter långa diskussioner om huruvida domarna kunde garantera de italienska spelarnas säkerhet mot de aggressiva och hårdföra diablos rojos (röda djävlar, Independientes smeknamn) från Avellaneda. Ett beslut fattades till Turin-klubben Juventus favör då cupen skulle avgöras på en match, i Rom, Italien. 
Independiente hade vunnit Copa Libertadores vid fyra tillfällen (1964, 1965, 1972 och 1973), och kom senare att vinna samma turnering fyra år i rad under 1972–1975. Laget hade kvalificerat sig till cupen efter att ha besegrat det chilenska laget Colo-Colo i finalen av Copa Libertadores 1973.

## Matchresultat
|  | 28 november 1973 20:30 UTC+1 | Stadio Olimpico000 Rom, Italien000 |

| Lagfärger · Lagfärger · Lagfärger · Lagfärger · Lagfärger | Juventus | 0 – 1   | Independiente | Lagfärger · Lagfärger · Lagfärger · Lagfärger · Lagfärger |
| Lagfärger · Lagfärger · Lagfärger · Lagfärger · Lagfärger |          | (0 – 0) | Bochini 80′   | Lagfärger · Lagfärger · Lagfärger · Lagfärger · Lagfärger |
|                                                           |          |         |               |                                                           |

| Startelva:       |    |                      |  |     |
|                  |    |                      |  |     |
| MV               | 1  | Dino Zoff            |  |     |
| F                | 2  | Luciano Spinosi      |  | 74′ |
| MF               | 3  | Gianpietro Marchetti |  |     |
| F                | 4  | Claudio Gentile      |  |     |
| F                | 5  | Francesco Morini     |  |     |
| F                | 6  | Sandro Salvadore     |  |     |
| MF               | 7  | Franco Causio        |  |     |
| MF               | 8  | Antonello Cuccureddu |  |     |
| A                | 9  | Pietro Anastasi      |  |     |
| A                | 10 | José Altafini        |  |     |
| A                | 11 | Roberto Bettega      |  | 74′ |
| Inhoppare:       |    |                      |  |     |
| F                |    | Silvio Longobucco    |  | 74′ |
| MF               |    | Fernando Viola       |  | 74′ |
|                  |    |                      |  |     |
|                  |    |                      |  |     |
|                  |    |                      |  |     |
|                  |    |                      |  |     |
|                  |    |                      |  |     |
|                  |    |                      |  |     |
|                  |    |                      |  |     |
|                  |    |                      |  |     |
|                  |    |                      |  |     |
|                  |    |                      |  |     |
|                  |    |                      |  |     |
| Tränare:         |    |                      |  |     |
| Čestmír Vycpálek |    |                      |  |     |

| Startelva:       |    |                       |           |     |
|                  |    |                       |           |     |
| MV               | 1  | Miguel Ángel Santoro  |           |     |
| F                | 2  | Miguel Ángel López    |           |     |
| F                | 3  | Ricardo Pavoni        | Gult kort |     |
| F                | 4  | Eduardo Commisso      |           |     |
| MF               | 5  | Miguel Ángel Raimondo |           |     |
| F                | 6  | Francisco Sá          |           |     |
| A                | 7  | Agustín Balbuena      |           |     |
| MF               | 8  | Rubén Galván          |           |     |
| A                | 9  | Eduardo Maglioni      |           |     |
| MF               | 10 | Ricardo Bochini       |           |     |
| A                | 11 | Daniel Bertoni        |           | 83′ |
| Inhoppare:       |    |                       |           |     |
| F                |    | Alejandro Semenewicz  |           | 83′ |
|                  |    |                       |           |     |
|                  |    |                       |           |     |
|                  |    |                       |           |     |
|                  |    |                       |           |     |
|                  |    |                       |           |     |
|                  |    |                       |           |     |
|                  |    |                       |           |     |
|                  |    |                       |           |     |
|                  |    |                       |           |     |
|                  |    |                       |           |     |
|                  |    |                       |           |     |
|                  |    |                       |           |     |
| Tränare:         |    |                       |           |     |
| Roberto Ferreiro |    |                       |           |     |

| Domare: Alfred Delcourt (Belgien) | Publik: 22 489 |  |